# Lexar

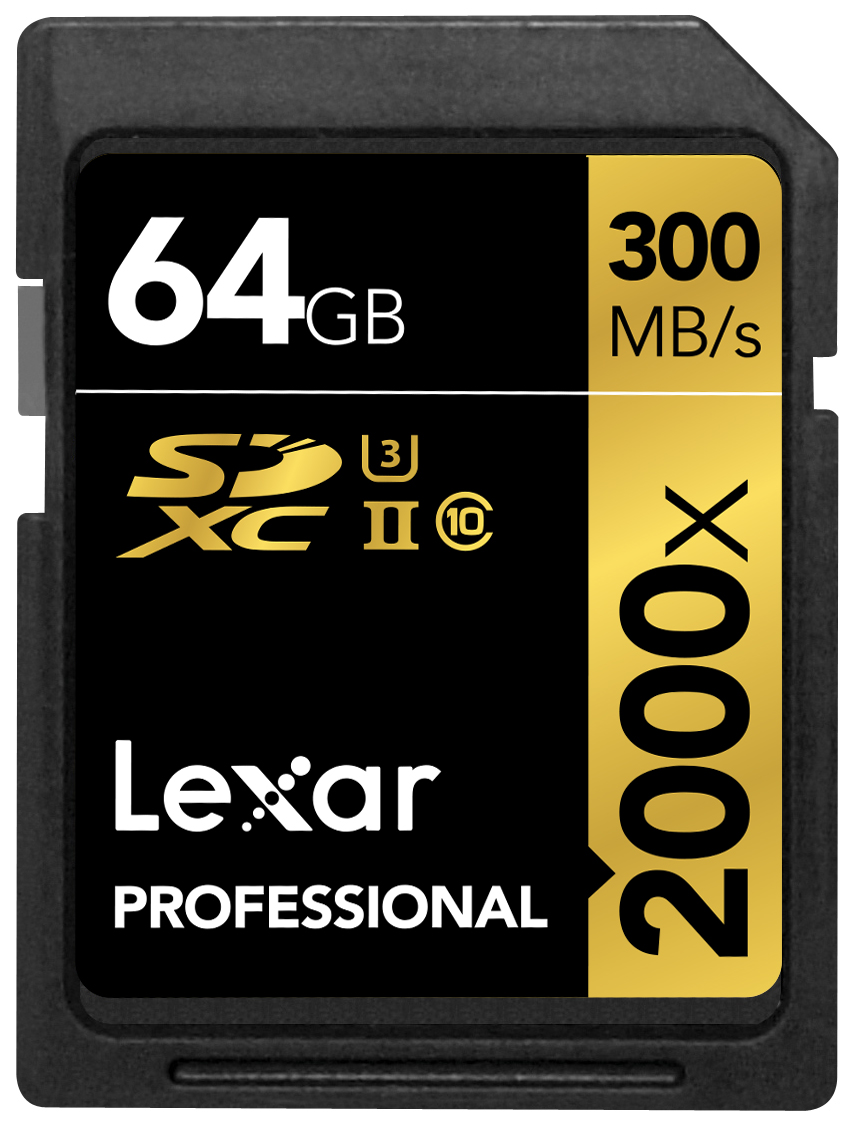
Carte SD Lexar Professional 2000.

Lexar International est une marque mondiale leader des solutions de mémoire flash, autrefois détenue par une entreprise américaine, et désormais par la société chinoise de mémoire Longsys.
La marque Lexar "JumpDrive" était souvent utilisée comme synonyme du terme clé USB lors de l’adoption de la technologie.

## Histoire

### Débuts (1996–2006)
Lexar a été fondée en tant que fabricant américain de produits numériques, basé à San Jose, en Californie.
Les produits fabriqués par Lexar incluent des cartes SD, des cartes CompactFlash, des clés USB, des lecteurs de cartes et des SSD.
Ancienne division de Cirrus Logic, Lexar a tiré parti de l’expérience de sa société mère dans la conception de contrôleurs ATA pour développer ses propres contrôleurs flash. Lexar a été séparée de Cirrus Logic en 1996.
Lexar a été créée par Petro Estakhri et Mike Assar.
En 2002, Lexar a intenté une action en justice contre Toshiba, accusant celle-ci d’avoir copié sa technologie de mémoire flash NAND.
En 2005, un jury californien a initialement accordé à Lexar 465 millions de dollars de dommages et intérêts, décision à laquelle Toshiba a fait appel.
En septembre 2006, à la suite de l’acquisition de Lexar par Micron Technology, Toshiba a accepté de régler tous les litiges en cours en achetant certains brevets et droits précédemment détenus par Lexar pour 288 millions de dollars,,.

### Sous l'ère Micron (2006–2017)
Lexar a été acquis par Micron Technology en 2006.
En septembre 2007, Lexar a prolongé son accord avec Eastman Kodak Company afin de développer et commercialiser dans le monde entier des produits de mémoire flash sous la marque Kodak.
Le 26 juin 2017, Micron (alors propriétaire de la marque) a annoncé son intention de cesser l’activité grand public de supports de stockage amovibles Lexar et de mettre en vente une partie ou la totalité de cette activité.

### Sous l'ère Longsys (de 2017 à nos jours)
Le 31 août 2017, la marque Lexar ainsi que les droits d’exploitation de son nom ont été acquis par Longsys, une entreprise spécialisée dans la mémoire flash, basée à Shenzhen, en Chine.
En 2018, Lexar est revenue sur le marché du stockage flash.
En janvier 2019, la société a dévoilé la première carte SD avec une capacité de 1 téraoctet (To).
En décembre 2019, Lexar a présenté un prototype de SSD PCIe 4.0 atteignant 7,5 Go/s, annoncé comme le SSD grand public le plus rapide au monde,.
En avril 2020, Lexar a lancé la plus petite carte mémoire au monde, appelée nCARD, intégrant la technologie Xtacking développée par Yangtze Memory Technology (YMTC).
En juin 2020, Lexar a annoncé son entrée sur le marché de la DRAM, avec la sortie de sept kits mémoire DDR4-2666 pour ordinateurs portables et de bureau. La marque a également prévu de lancer des kits plus rapides à 3000 MHz et 3200 MHz, ainsi que des versions avec dissipateurs thermiques et éclairage RGB, destinées aux joueurs et passionnés.
En 2021, Lexar a lancé la carte mémoire CFexpress la plus rapide au monde, la Lexar® Professional CFexpress™ Type B – Série DIAMOND, conçue pour les cinéastes professionnels et les créateurs de contenu.
Lexar s’est également classée troisième dans le classement 2022 de TrendForce des 10 principaux fabricants de modules SSD pour le marché de détail.
En novembre 2021, Lexar a fait son entrée dans le marché de la mémoire pour les jeux vidéo avec la mémoire gaming ARES DDR5, sa mémoire DDR5 de nouvelle génération.
En 2023, Lexar a obtenu la certification exclusive « Lexar Empowered By SK hynix – Gold Label » grâce à un partenariat stratégique avec SK hynix. La même année, Lexar a également été classée troisième dans le classement TrendForce des meilleures parts de marché SSD en marque propre.
En 2024, Lexar a élargi sa gamme de SSD portables, notamment pour les créateurs de contenu.
En janvier, Lexar a commencé à sponsoriser l’équipe e-sport BLG (League of Legends).
En juin, Lexar a lancé le SL500 Portable SSD et enrichi sa gamme Professional SILVER avec trois nouvelles cartes mémoire SD 3.0:
- SILVER PLUS microSDXC™ UHS-I
- SILVER PLUS SDXC™ UHS-I
- Professional SILVER SDXC™ UHS-I

Ce même mois, Lexar a également lancé la série de stockage ARMOR, avec le ARMOR 700 Portable SSD, conçu pour des environnements extérieurs extrêmes, et a remporté sept prix aux Red Dot Design Awards.
En juillet, Lexar a lancé avec succès sa première campagne Kickstarter pour le Lexar Professional Go Portable SSD avec Hub, récoltant plus de 1 million de dollars en financement participatif.
En octobre, Lexar a lancé une sous-marque nommée “pexar”, et présenté deux cadres photo numériques de 10,1 pouces et 11 pouces.
En collaboration avec DJI, Lexar a également exposé ses solutions de stockage dans le magasin phare DJI situé sur Regent Street à Londres.
En décembre, Lexar a introduit quatre cartes mémoire CFexpress 4.0:
- Type-B Diamond 1 To
- Type-B GOLD de 512 Go à 4 To
- Type-B Silver 1 To
- Type-A Gold 1 To  ainsi qu’une station d’accueil à 6 baies pour créateurs professionnels.

En février 2025, Lexar a lancé la première carte SD en acier inoxydable au monde :
- ARMOR GOLD SDXC™ UHS-II
- ARMOR SILVER PRO SDXC™ UHS-II

Ce même mois, le Lexar Go Portable SSD avec Hub et le Lexar Professional Workflow ont tous deux remporté des prix IFA Design Awards 2025.

## USB FlashCard
USB FlashCard est un format de carte mémoire flash développé par Lexar, annoncé le 13 décembre 2004.
Il existe un grand nombre de formats de cartes mémoire sur le marché, tels que SD, xD ou CompactFlash. Le principal avantage de du format USB FlashCard est que ces cartes sont en réalité des clés USB standards.
L'USB FlashCard utilise un connecteur USB Type A modifié, ce qui permet de maintenir l’épaisseur totale de la carte à moins de 4,5 mm. Grâce à sa petite taille et à sa compatibilité USB, une USB FlashCard peut, par exemple, être utilisée aussi bien dans un appareil photo numérique que sur un ordinateur personnel moderne, sans avoir besoin d’un lecteur de cartes.
Lexar a publié les spécifications de la forme et du format de l'USB FlashCard en libre accès et sans redevance, dans l’espoir que d’autres fabricants de cartes mémoire ou d’appareils portables adoptent ce format.
Selon les spécifications publiées par Lexar, les dimensions de l'USB FlashCard sont de 31,75 mm × 12 mm × 4,5 mm.
Son volume est comparable à celui des cartes SD (32 mm × 24 mm × 2,1 mm), largement utilisées.
L'USB FlashCard a à peu près la même longueur qu’une carte SD, mais elle est deux fois plus épaisse et deux fois moins large.